# 眠れる森の美女 (1959年の映画)
『眠れる森の美女』（ねむれるもりのびじょ、原題：Sleeping Beauty）は、1959年1月29日公開のアメリカ映画。ファンタジー映画。ディズニーの長編アニメーション映画。

## 概要
原作はヨーロッパの同名の童話であるシャルル・ペローの『眠れる森の美女』。1953年に作業を開始。だがこの頃、ウォルト・ディズニーはディズニーランドの建設と運営、テレビ番組・『ディズニーランド』に没頭し総監督のケン・ピーターソンにまかせっきりだった。そんな中で彼は音楽にピョートル・チャイコフスキーのバレエ音楽を使用する事を決めていた。それを本作より音楽担当となったジョージ・ブランズが見事に編曲しワルツで彩られた曲がいくつか誕生した。美術面ではアイヴァンド・アールが全体の美しいスタイルを創りだし色彩面ではメアリー・ブレアが退社前にこの作品の為にいくつかの美術ボードを作成した事で後を継いだトム・オレブが見事な色彩を創る事に成功。そして本作の目玉は大型映画ブームにあわせ70mmスーパーテクニラマ方式、6本サウンドトラック・ステレオ音響の使用であった。また、アニメーターの原画をセルにトレスする工程が手作業であった最後の作品でもある。
生前のウォルトが関わった童話を原作とする作品としては最後のものとなり、ウォルト・ディズニーの死後、ディズニーのアニメ映画で童話を原作としたものは本作以降1989年の『リトル・マーメイド』まで現れなかった。
6年の歳月と600万ドルの費用をかけ、300人のアニメーター、セル画数100万枚。これはディズニー映画史上最も贅沢で豪華な長編アニメ映画である。だが興行収入は530万ドルにとどまった。ウォルト・ディズニーが、本作に注力出来なかった事が作品の質に悪影響を及ぼしたのではないかと指摘する論者もいる。しかし1970年、1979年、1986年の再公開で人気が高まり、ディズニーの大切な財産となった。

## ストーリー
ヨーロッパのある国に待望の王女が誕生し､「夜明けの光」という意味をもつオーロラと名付けられた。国中の人々がお祝いに訪れる中、生まれたばかりのオーロラに3人の妖精から贈り物が与えられる。1人目の妖精・フローラからは美しさが、2人目の妖精・フォーナからは歌の才能が贈られた。ところが、その場に現れた魔女・マレフィセントが呼ばれなかった腹いせに「16歳の誕生日の日没までに糸車で指を刺して死ぬ」という呪いをかけてしまう。まだ贈り物をしていなかった3人目の妖精・メリーウェザーは、強大なマレフィセントになんとか対抗するため、オーロラに贈り物の代わりに「死ぬのではなく眠るだけで、運命の相手からのキスにより目覚める」という魔法をかけた。
オーロラの父であるステファン王は呪いが実現しないよう国中の糸車を焼却したが、3人の妖精はマレフィセントに気づかれないように自ら魔法を使うことを禁じ、人と同じように暮らしながらオーロラを匿い育てることを決め、彼女にブライア・ローズという仮名を付けて森の奥の家に移り住む。
15年が過ぎ、ローズは16歳の誕生日の日没後に妖精たちの庇護を離れて城に戻ることになっていた。3人の妖精は内緒で誕生日パーティの準備をするため、いちごをつんで来てほしいと言って外出させる。訝しがりながらも外に出た彼女は、たまたま近くを通りかかったフィリップと出会い、お互い相手が誰か気づかないまま恋に落ち、夜に再会する約束を交わして別れる。その夜、妖精たちからオーロラという自分の本当の名前と王女である事、そして既に隣国の王子と結婚が決まっているという事実を聞かされ、先刻恋に落ちた青年には二度と逢えないと知ると、悲しみとショックのあまり泣き崩れてしまう。そこに居場所を突き止めたマレフィセントがつけ込み、城に戻ったオーロラへの呪いが実現して眠りに落ちてしまう。城ではお祝いの準備が進められていたが、3人の妖精はオーロラが戻らないことを知って悲しまないよう、城にいる人々に魔法をかけて眠りにつかせた。
その頃オーロラとの約束に従って妖精達の家を訪ねたフィリップだが、そこには呪いを解かれることを危惧したマレフィセントとその手下たちが待ち伏せしていた。フィリップは襲ってくる手下たちを振り払おうとするが、あまりの数の多さに手も出ず、ロープで縛られ白い手拭いを口に巻かれ声を出せなくされてしまう。拉致されたフィリップは魔の城の地下牢に閉じ込められてしまう。ヒューバート王の寝言から呪いを解く運命の相手がフィリップだと知った3人の妖精は大急ぎで魔の城に向かい、オーロラを救うために「真実の剣」と「美徳の盾」を授ける。王子が魔の城を抜け出してオーロラの元へ向かった事を知ったマレフィセントは、行く手を阻むために城の周りにイバラを巡らせ、自らもドラゴンの姿になって妨害に行くが妖精の加護を受けたフィリップによって倒される。
フィリップは同意を求め、キスをしオーロラにかかっていた魔法が解け、二人は結婚して幸せに暮らした。

## 登場キャラクター
オーロラ姫/ブライア・ローズ（Princess Aurora/Briar Rose）
本作のヒロイン。ディズニープリンセスの一人。

ステファン王（King Stefan）
舞台となる国の国王でオーロラの父。ほっそりとした体型に黒髪に黒い口髭を生やしている。作中での言動を見るにかなりの心配症の様である。
リア王妃（Queen Leah）
ステファン王の妃でオーロラの母。容姿がオーロラにそっくり。新訳版以降はただ「王妃さま」と書かれているだけになっている。
フローラ（Flora）
三人の妖精の一人。リーダー格。オーロラ姫の隠蔽を提案した。赤い服が特徴でピンク色が好き。メリーウェザーとはよく喧嘩をする。オーロラの誕生に際しては「美しさ」を贈った。
フォーナ（Fauna）
三人の妖精の一人。おっとりした性格で涙脆い。緑の服が特徴。フローラとメリーウェザーの仲裁によく入っている。料理好きだが腕前はかなり下手。オーロラに「美しい歌声」を贈った。
メリーウェザー（Merryweather）
三人の妖精の一人。ぽっちゃりした体型で、他の2人がグレーの髪なのに対して1人だけ黒髪。何かと不平不満が多く、フローラとはよく喧嘩をしている。マレフィセントの呪いを修正した。青色を好み、自分も青い服を着ている。怒ると腰を振る癖がある。
マレフィセント（Maleficent）
本作のディズニーヴィランズ。黒くねじれた2本のツノと、炎のような黒い服を着た魔女。

フィリップ王子（Prince Phillip）
隣国の王子。オーロラ姫の許婚。幼い頃は金髪だったが、成長後は茶髪になっている。幼少時に父ヒューバート王と共にオーロラ姫の誕生祝いに訪れたことがある。成人後に森で暮らしていたブライア・ローズ（オーロラ）と出逢いお互いが婚約者同士とは知らずに恋に落ちる。後に呪いの為に倒れた姫を救うべく魔女との戦いに向かう。
ヒューバート王（King Hubert）
隣国の国王でフィリップの父。白髪に白い口髭を生やした恰幅の良い体型をしている。作中ではステファン王とは「古くからの友人」と紹介されている。性格はかなり陽気だが少々気が短い様子。
サムソン
フィリップ王子の愛馬。黒いたてがみの白馬。賢くはあるが主人のフィリップを勢い余って木に引っかけて投げ飛ばしてしまうなど調子に乗りやすい所がある。
ディアブロ
マレフィセントのペットで黄色いくちばしの大きなカラス。オーロラの隠れ家を真っ先に探し当てたり、妖精の存在にいち早く気がつくなどかなり賢い。フィリップが逃げた事をマレフィセントに知らせようとした際、気配を察したメリーウェザーから逃げ回った末に石像に変えられた。
グーン
マレフィセントの手下。それぞれ鎧を着て、イノシシ、鷹、アリゲーター、ヤギ、コウモリ、ハゲワシ等に似た姿をしている。たくさんの数がいるが、オーロラを赤ん坊のままだと思い、揺りかごばかりを探し回るなど全員恐ろしいくらいに頭が悪く、マレフィセント自身も頭を抱えている。

## キャスト
| 役名                        | 原語版声優                                                         | 日本語吹き替え        | 日本語吹き替え      |
| 役名                        | 原語版声優                                                         | 1960年公開版          | 1995年公開版        |
| --------------------------- | ------------------------------------------------------------------ | --------------------- | ------------------- |
| オーロラ姫 ブライア・ローズ | メアリー・コスタ                                                   | 高田敏江 歌：牧三都子 | すずきまゆみ        |
| フィリップ王子              | ビル・シャーレイ                                                   | 宮本昭太 歌：砂川稔   | 古澤徹 歌：立花敏弘 |
| マレフィセント              | エレノア・オードリー                                               | 北林谷栄              | 沢田敏子            |
| フローラ                    | ヴェルナ・フェルトン                                               | 長岡輝子              | 麻生美代子          |
| リア王妃                    | ヴェルナ・フェルトン                                               | 松田トシ              | ？                  |
| フォーナ                    | バーバラ・ジョー・アレン                                           | 長倉茂子              | 京田尚子            |
| メリーウェザー              | バーバラ・ルディ                                                   | 堀越節子              | 野沢雅子            |
| ヒューバート王              | ビル・トンプソン                                                   | 中村哲                | 富田耕生            |
| ステファン王                | テイラー・ホームズ                                                 | 栗本正                | 徳川龍峰            |
| グーン                      | キャンディ・キャンディード ピント・コルヴィック ビル・アムズベリー | 大平透                | 郷里大輔            |
| ディアブロ                  | ダラス・マッケノン                                                 | 原語版流用            | 原語版流用          |
| 梟                          | ダラス・マッケノン                                                 | 原語版流用            | 原語版流用          |
| ナレーター                  | マービン・ミラー                                                   | ？                    | 佐々木勝彦          |

- 1960年版での公開：1960年7月23日（日本RKO）、1971年8月30日（ブエナ・ビスタ）、1984年7月14日（東宝）、1988年7月23日（ワーナー）

※1988年再公開時による1960年公開版の日本語吹き替えにおいては、ニュープリント、ドルビーステレオ版として製作された。
※1989年9月15日・12月23日に発売されたソフト（VHS・LD）にのみ収録。
※この吹き替えは、制作総指揮を務めたディズニー・プロの海外技術部長ジャック・カッティング氏も太鼓判を押すほどの出来の良さで、長らくお手本とされていたバージョンである。
- 1995年版での公開：1995年12月16日（ブエナ ビスタ ジャパン）

※1996年7月19日以降に発売されたソフト（VHS・DVD・Blu-ray等）に収録。

## スタッフ
| 製作               | 製作                               | ウォルト・ディズニー、ロイ・O・ディズニー |
| 原作               | 原作                               | シャルル・ペロー |
| 脚本               | 脚本                               | アードマン・ペナー、ジョー・リナルディ、ウィンストン・ヒブラー、ビル・ピート、テッド・シアーズ、ラルフ・ライト、ミルト・バンタ |
| 音楽               | 音楽                               | ピョートル・チャイコフスキー バレエ組曲「眠れる森の美女」より |
| 編曲               | 編曲                               | ジョージ・ブランズ |
| 作画監督           | オーロラ姫 マレフィセント          | マーク・デイヴィス |
| 作画監督           | フィリップ王子                     | ミルト・カール |
| 作画監督           | フローラ フォーナ メリーウェザー   | フランク・トーマス、オリー・ジョンストン |
| 作画監督           | ヒューバート王 ステファン王 グーン | ジョン・ラウンズベリー |
| レイアウト         | レイアウト                         | マクラーレン・スチュワート、ドン・グリフィス、バジル・デヴィドヴィチ、ジョー・ヘイル、ジャック・ヒューバー、トム・コドリック、アーニー・ノードリ、ヴィクター・ハブーシュ、ホーマー・ジョナス、レイ・アラゴン                                                                                  |
| 原画               | 原画                               | ハル・キング、ブレイン・ギブソン、ケン・ハルトグレン、ジョージ・ニコラス、ヘンリー・タナウス、ハル・アンブロ、ジョン・シブリー、ハーヴィー・トゥームズ、ボブ・ヤングクイスト、ジョン・ケネディ ドン・ラスク、ボブ・カールソン、フレッド・コピエッツ、エリック・クレワース、ケン・オブライエン |
| エフェクト原画     | エフェクト原画                     | ダン・マクマナス、ジャック・ボイド、ジョシュア・メダー、ジャック・バックリー |
| 動画               | 動画                               | ドン・ブルース、ゲイリー・ムーニー |
| 美術監督           | 美術監督                           | ケン・アンダーソン、ドン・ダグラディ |
| 美術設定           | 美術設定                           | アイヴァンド・アール |
| 背景               | 背景                               | フランク・アーミテイジ、アル・デンプスター、ビル・レイン、ディック・アンソニー、リチャード・H・トーマス、セルマ・ウィトマー、ウォルト・ペレゴイ、ラルフ・ヒューレット、フィル・モットーラ、アンソニー・リッツォ                                                                               |
| 色彩協力           | 色彩協力                           | メアリー・ブレア |
| 色彩設計           | 色彩設計                           | トム・オレブ |
| 特殊効果           | 特殊効果                           | アブ・アイワークス、ユースタス・ライセット |
| 撮影               | 撮影                               | ボブ・ブロートン |
| 音響監修           | 音響監修                           | C・O・スライフィールド |
| 録音               | 録音                               | ロバート・O・クック |
| ミキサー           | ミキサー                           | イヴリン・ケネディ |
| 編集               | 編集                               | ロイ・M・ブルワー・ジュニア、ドナルド・ハリデイ |
| 製作担当           | 製作担当                           | ハリー・タイトル |
| 演出               | エフェクト担当                     | エリック・ラーソン |
| 演出               | オープニング担当                   | レス・クラーク |
| 演出               | アクション担当                     | ウォルフガング・ライザーマン |
| アニメーション制作 | アニメーション制作                 | ウォルト・ディズニー・プロダクション |
| 監督               | 監督                               | クライド・ジェロニミ |
| 総監督             | 総監督                             | ケン・ピーターソン |
| 配給               | 配給                               | ブエナ・ビスタ・ホーム・エンターテイメント |

### 日本語版音声制作
《1960年版》
| 総指揮           | ジョン・A・カッティング |
| 日本語セリフ監督 | 高瀬鎮夫                |
| 日本語音楽監督   | 京田進                  |
| 録音             | 国際ラジオ・センター    |

《1995年版》
| 演出         | 木村絵理子                                  |
| 音楽監督     | 深澤茂行（ミュージック・クリエイション）    |
| 脚本翻訳     | 井場洋子                                    |
| 台詞調整     | 阿部佳代子（オムニバス・ジャパン）          |
| 録音         | 室克己（アオイスタジオ）                    |
| 整音         | 井上秀司（東京テレビセンター）              |
| 音楽ミキサー | 久連石良文（アオイスタジオ）                |
| 録音スタジオ | 東京テレビセンター                          |
| 録音制作     | 東北新社                                    |
| 日本語版制作 | DISNEY CHARACTER VOICES INTERNATIONAL, INC. |

## 主題歌
| 使用箇所           | 曲名                                             | 作詞                                    | 作曲               | 訳詞     | 歌手                                                                                         |
| ------------------ | ------------------------------------------------ | --------------------------------------- | ------------------ | -------- | -------------------------------------------------------------------------------------------- |
| オープニングテーマ | いつか夢で Once Upon a Dream                     | ジャック・ローレンス                    | サミー・フェイン   | 片桐和子 | ジョン・レイリグ・コーラス（OP版） メアリー・コスタ（挿入歌版） ビル・シャーレイ（挿入歌版） |
| 挿入歌             | オーロラ姫おめでとう Hail to the Princess Aurora | トム・アデイア                          | ジョージ・ブランズ | 片桐和子 | ジョン・レイリグ・コーラス                                                                   |
| 挿入歌             | 美と詩の贈り物 The Gifts of Happiness and Song   | トム・アデイア                          | ジョージ・ブランズ | 片桐和子 | ジョン・レイリグ・コーラス                                                                   |
| 挿入歌             | 私は不思議 I Wonder                              | ウィンストン・ヒブラー テッド・シアーズ | ジョージ・ブランズ | 片桐和子 | メアリー・コスタ                                                                             |
| 挿入歌             | スカンプス Wine                                  | トム・アデイア アードマン・ペナー       | ジョージ・ブランズ | 片桐和子 | テイラー・ホームズ ビル・トンプソン                                                          |
| 挿入歌             | 眠れる森の美女 Sleeping Beauty                   | トム・アデイア                          | ジョージ・ブランズ | 片桐和子 | ジョン・レイリグ・コーラス                                                                   |

## サウンドトラック
• 『眠れる森の美女　日本語版・オリジナル・サウンドトラック』（日本コロムビア、1988年ディズニーレコード・30CC-2537・MONO）　※旧声優、旧歌詞の音声が全て収録されている
- 『眠れる森の美女 オリジナル・モーション・ピクチャー・サウンドトラック』（ポニーキャニオン、1993年6月18日発売）PCCD-00094
- 『シンデレラ／眠れる森の美女 オリジナル・サウンドトラック』（ポニーキャニオン、1995年11月17日発売）PCCD-00139
- 『眠れる森の美女 オリジナル・サウンドトラック デジタル・リマスター盤』（エイベックス・エンタテインメント、2000年1月19日発売）AVCW-12074
- 『眠れる森の美女 オリジナル・サウンドトラック』（ユニバーサル ミュージック、2018年11月14日発売）UWCD-8009

## 小説本
- 著：A.L. シンガー／訳：橘高弓枝『眠れる森の美女』偕成社、1997年9月1日。ISBN 4037910608。

## 絵本
- 訳：堀内純子／中村光毅、三石宏文、片山径子『眠れる森の美女』講談社〈ディズニー名作童話館⑱〉、1988年6月24日。ISBN 4061942689。

## 画集
- Pierre Lambert (2013/1/1). La Belle au bois dormant. Les Editions de l'Ecole Georges Méliès. ISBN 978-2954208305
- Michael Labrie, Ioan Szasz, The Walt Disney Family Museum (2017/8/8). Awaking Beauty: The Art of Eyvind Earle. Weldon Owen. ISBN 978-1681882710